# Маэстро, Фернандо
Ферна́ндо Маэ́стро Ола́лья (исп. Fernando Maestro Olalla; род. 15 апреля 1974, Сан-Кугат-дель-Вальес, Испания) — испанский футболист и тренер. В настоящее время работает с вратарями в клубе «Мальорка».

## Биография
Фернандо начинал карьеру в детской команде «Сан-Кугат», из которой он в 1984 году перешёл в академию «Эспаньола». В 1989—1991 годах Фернандо представлял Испанию на юношеском уровне, суммарно отыграв за неё 25 встреч. Вратарь так и не дебютировал за «Эспаньол» в Примере, ограничившись появлением в заявке в 2 встречах сезона 1992/93. Не сыграл он и за «Барселону», которая дважды сдавала его в аренду в клубы Сегунды B. В 1990-х годах голкипер провёл свыше 100 игр за различные команды третьей испанской лиги.
В 2001 году Фернандо стал игроком «Террассы», с которой он в первом же сезоне добился выхода в Сегунду. Вратарь дебютировал во второй испанской лиге 31 августа 2002 года в матче против «Альбасете». Фернандо выступал за «Террассу» вплоть до окончания сезона 2003/04, приняв участие в 59 встречах второго и третьего дивизионов Испании. Летом 2004 года голкипер присоединился к «Алькояно». В этом клубе он провёл 8 сезонов, и вписав своё имя в историю клуба как его главного «гвардейца», сыграв в 303 матчах Сегунды и Сегунды B. В 2012 году «Алькояно» расторг контракт с вратарём. Он заканчивал карьеру игрока в клубах из низших испанских дивизионов.
Присоединившись к «Лос-Посос» после ухода из «Корральехо» в конце сезона 2012/13 Фернандо сначала стал играющим тренером вратарей, а затем полностью сосредоточился на тренерской деятельности. В настоящее время он тренирует голкиперов «Мальорки».

## Достижения
«Химнастик»
- Победитель Сегунды B: 1996/97 (группа III)

«Алькояно»
- Победитель Сегунды B: 2008/09 (группа III)